# Пимен (патриарх Московский)
Патриарх Пи́мен (в миру Серге́й Миха́йлович Изве́ков; 10 [23] июля 1910, село Кобылино, Малоярославецкий уезд, Калужская губерния, Российская империя — 3 мая 1990, Москва, СССР) — епископ Русской православной церкви. Патриарх Московский и всея Руси (3 июня 1971 — 3 мая 1990).
Тезоименитство — 27 августа по юлианскому календарю (преподобного Пимена Великого).

## Ранние годы

### Детство
Родился 10 [23] июля 1910 года в селе Кобылино Бабичевской волости Малоярославецкого уезда Калужской губернии (но часто ошибочно указывают Богородск (ныне Ногинск)) в семье Михаила Карповича Извекова, который родился здесь же в 1867 году и работал механиком на фабрике Арсения Морозова в посёлке Глухово, пригороде Богородска (ныне в составе Ногинска). Мать — Пелагея Афанасьевна — была верующей женщиной. 28 июля в Троицком храме в Глухове состоялись крестины. Новорожденному младенцу было дано имя в честь преподобного Сергия Радонежского. Восприемницей от купели была старшая сестра — Мария. Мать будущего патриарха совершала паломничества в монастыри и брала с собой сына, особенно часто они бывали в Троице-Сергиевой лавре.
Занятиям в школе предшествовали уроки, которые давали Сергею богородский протоиерей Владимир Борисов и его супруга Анна Андреевна, которые были дружны с семьёй Извековых. Год Сергей Извеков занимался в VI группе Истомкинской школы 1-й ступени. В 1924 году его принимают сразу в 3-ю группу лучшей тогда городской средней школы 2-й ступени имени В. Г. Короленко. В этой школе, преобразованной из гимназии, ещё работали старые преподаватели. Школа сохраняла гимназический строй и уклад. По успеваемости он всегда был среди лучших учеников, технические и гуманитарные предметы одинаково увлекали Сергея. После занятий в классах его видели то в одном, то в другом школьном кружке.
Во внеучебное время пел на клиросе, иподиаконствовал у епископов Богородских Никанора (Кудрявцева) и Платона (Руднева), а также у пребывавшего на покое в Богородске епископа Серафима (Силичева). В 1923 году Извеков был приглашён в архиерейский хор Богоявленского собора Богородска. Пение в хоре соединялось с серьёзными теоретическими занятиями. Сергей делал большие успехи под руководством профессора Александра Воронцова и его помощника Евгения Дягилева. Овладев вокальным и регентским искусством, он уже вскоре сам пробует силы в управлении хором своих сверстников при паломничествах по святым местам центральной России. Летом 1925 года, после успешной сдачи экзаменов в школу второй ступени имени В. Г. Короленко, он направляется в Саров. Один из старцев провожая его, благословил Сергею ехать в Москву.

### Служение в Москве
Приехав в Москву к празднику Сретения Владимирской иконы Божией Матери (8 сентября), Сергей Извеков оказывается в Сретенском монастыре, где его друг Михаил Губонин знакомит его с настоятелем монастыря епископом Борисом (Рукиным). 4 декабря того же года в Сретенском монастыре епископом Борисом (Рукиным) пострижен в рясофор с именем Платон и был зачислен в братию. Здесь же в монастыре юный инок проходил послушание, помогая монастырскому регенту.
Инок Платон не захотел остаться в братии монастыря после образования григорианского раскола, одним из лидеров которого был епископ Борис (Рукин), да и монашеская жизнь в Сретенской обители после ухода в раскол её настоятеля сходила на нет. По приглашению епископа Даниила (Троицкого) инок Платон начал регентовать в храме Спаса Преображения в Пушкарях, который был недалеко от монастыря на Сретенке. В 1926 году инок Платон руководил хором в храме в честь Флора и Лавра у Мясницких ворот, напротив почтамта, а затем в храме преподобного Максима Исповедника, что на Варварке. В 1926 году его пригласили управлять хором в храм преподобного Пимена Великого в Воротниках, где нёс своё послушание до 1932 года. По воспоминаниям Г. Н. Харитонова: «Будущий Владыка не стремился специально быть регентом, но в силу того, что являлся музыкально одаренным человеком, им стал. На формирование его певческого вкуса сильное влияние оказали Павел Чесноков, Александр Кастальский, профессор консерватории Александр Воронцов. Регентом он был очень строгим и не позволял на клиросе вести разговоры. Дисциплина была железная». В конце 1920-х — начале 1930-х годов вместе с другими клириками, не имевшими своего угла в Москве, находил ночлег в Митрополичьем доме в Бауманском переулке, официальной резиденции митрополита Сергия (Страгородского).
Способный регент приобрёл авторитет в глазах прихожан и, в первую очередь — у настоятеля Николая Бажанова, в семье которого инок Платон стал частым и желанным гостем. Во время этих домашних бесед были затрагиваемы разные вопросы, в том числе и о предстоящем монашеском постриге. Настоятель советовал иноку Платону принять имя Пимен и его небесное покровительство. Распоряжением управляющего Московской епархией архиепископа Звенигородского Филиппа (Гумилевского) инок Платон был направлен в ещё не закрытую пустынь Святого Духа Параклит, скита Троице-Сергиевой лавры. 4 октября 1927 года в Пустыни Параклит, семнадцати лет, он принял монашеский постриг. Совершающие постриг игумен Паисий и духовник скита иеромонах Агафодор (Лазарев), нарекли инока Пименом в честь преподобного Пимена Великого.
Перед рукоположением во иеродиакона монах Пимен сдал экзамены за курс духовной школы. Экзамены принимала авторитетная духовная комиссия под председательством благочинного храмов Сретенского сорока Москвы, настоятеля храма святителя Николая в Звонарях протоиерея Александра Зверева, бывшего преподавателя Вифанской духовной семинарии. 16 июля 1930 года рукоположён во иеродиакона архиепископом Звенигородским Филиппом (Гумилевским), управлявшим тогда Московской епархией; 12 января 1931 года — во иеромонаха в Богоявленском соборе в Дорогомилове.
Вдова художника Павла Корина Прасковья подтверждала, что один из этюдов к его картине «Реквием» («Русь уходящая»), который сам мастер называл «басы-профундо» («Двое») в лице молодого монаха изображает Пимена. Этюд был написан в начале 1930-х годов. По её свидетельству, рисунок Корина, подписанный «Молодой монах. Регент. Церковь св. блаж. Максима чудотворца, на Варварке. Всенощная. 10/23 ноября 1926 года», также написан с будущего патриарха.

### Аресты, заключение и служба в армии
В ночь с 15 на 16 апреля 1932 года 21-летнего иеромонаха Пимена арестовывают в первый раз. Он подпал под массовые аресты священнослужителей, проводившиеся с целью ликвидации нелегальных монашеских общин. По делу «церковно-монархической организации» проходил 71 человек, которым были предъявлены стандартные обвинения. Так, иеромонах Пимен обвинялся в «разговорах о восстановлении монархии», ведении совместно с диаконом Сергием Туриковым «антисоветской агитации», совершении треб на дому. 4 мая 1932 года решением коллегии ОГПУ девятнадцать человек, проходивших по делу, в том числе иеромонах Пимен, были освобождены. Арестовывавшиеся в этот период священнослужители в основном находились в оппозиции митрополиту Сергию, возможно, решение об освобождении иеромонаха Пимена было принято, когда следователи поняли, что он не принадлежал к непоминающим.
В октябре 1932 году он был призван в ряды Красной армии и направлен в 55-й отдельный конный транспорт в городе Лепель Витебской области, где он прослужил до декабря 1934 года. За время службы в армии он получил образование фельдшера и ветеринара, которое позволит ему выжить во время лагерных заключений и в годы войны.
В конце 1934 года иеромонах Пимен вернулся к служению в Богоявленском соборе в Дорогомилове. В 1935—1936 годах регентует в Богоявленском Дорогомиловском соборе, где принял хор, организованный ранее известным регентом Павлом Константиновичем Нестеровым. Иногда управлял хором и в родном Пименовском храме.
В начале 1937 года, когда шли массовые аресты духовенства, он вновь был арестован. Особое совещание при коллегии НКВД приговорило его к принудительным работам на строительстве канала Москва-Волга. Он был направлен в Дмитровский исправительно-трудовой лагерь на территории нынешнего г. Химки, где работал ветеринаром. Во время заключения был вторично осуждён за «утрату, умышленную порчу… патронов и лошади». В январе 1938 года Дмитровский лагерь в связи с завершением строительства канала был ликвидирован. 55 тысяч заключенных из 177 тысяч были освобождены «за ударный труд». Непосредственно на строительстве канала иеромонах Пимен не работал и имел статью, полученную в лагере, поэтому освобождению он не подлежал. Часть заключённых Дмитлага, в том числе з/к Извеков, была выслана в Узбекистан.
В Узбекистане ссыльный Извеков жил в Андижане, в начале 1939 года являлся санитарным инспектором по качеству общественного питания. В начале августа 1939 года получил назначение заведующим областным Домом санитарного просвещения отдела здравоохранения Ферганской области в Андижане, там работал до июля 1940 года. В августе 1939 года он побывал в Москве на конференции работников санитарного просвещения.
Летом 1940 года поступил на факультет русского языка и литературы Андижанского вечернего педагогического института (ныне Андижанский государственный университет); сохранился его студенческий билет. 25 октября 1940 года был назначен преподавателем и завучем Андижанской школы № 1. После успешной сдачи экзаменов за первый курс института и перевода на второй курс студент и преподаватель Извеков С. М. отпускается с 1 июля 1941 года в законный летний отпуск. После начала Великой Отечественной войны 10 августа 1941 года был призван в ряды Красной армии.
Военная специальность, полученная до войны, а также гибель кадрового офицерства в первые месяцы войны способствовали быстрому присвоению офицерского звания. Несколько месяцев обучения в пехотном училище закончились в начале 1942 года присвоением звания младшего комвзвода. 18 января 1942 года приказом № 0105 он был назначен командиром пулемётного взвода, входящего в 462 Стрелковую дивизию, однако на фронт был отправлен не сразу: грамотные штабные работники армии тоже были нужны. 20 марта 1942 года он был назначен помощником начальника штаба по тылу 519 Стрелкового полка, который находился в резерве Ставки Верховного Главнокомандующего. В мае 1942 года его полк начал сражаться в составе Южного фронта. 12 мая началось контрнаступление. Однако командование группы армий «Юг», перебросив значительные подкрепления, начало окружать прорвавшиеся советские части. В результате войска были окружены немцами и уничтожены или взяты в плен, только 22 тысяч бойцов смогли выйти из окружения. 28 июля 1942 года Южный фронт был расформирован, а его оставшиеся части переданы Северо-Кавказскому фронту.
29 июля 1942 года был контужен. Почти четыре месяца лечения в военном госпитале № 292 дали результат. 26 ноября 1942 года он был назначен заместителем командира роты 702 Стрелкового полка, находившегося в резерве. 23 февраля 1943 года полк в составе 213-й Стрелковой дивизии отбыл на фронт. 4 марта 1943 года началась Харьковская оборонительная операция. 13 марта 1943 года полк ст. лейтенанта Извекова выгрузился на станции Валуйки и вошёл в состав 7-й гвардейской армии. 16 апреля 1943 года был вновь контужен. После этого в том же году ст. лейтенант Извеков был назначен адъютантом командира дивизии 7 Гвардейской армии генерал-майора Ф. И. Шевченко.
«28 июня 1943 года пропал без вести». В действительности он был направлен в госпиталь в Москву, где проходил лечение после ранения. Согласно послужному списку, прошёл лечение в госпитале после ранения и был комиссован из армии. 29 ноября 1944 года он был задержан милицией в Москве и доставлен в 9-е отделение милиции города Москвы для установления личности. Задержание было произведено за нарушение паспортного режима, так как у него не было нужных документов. На тот момент он проживал на Сущёвском валу у двух монахинь. Ему было предъявлено обвинение в том, что он «скрывался от ответственности под видом служителя религиозного культа». По предположению Дмитрия Сафонова, зная о потеплении отношений Церкви и государства, иеромонах Пимен надеялся вернуться к священнослужению и не пришёл в военкомат после лечения в госпитале. 15 января 1945 года военный трибунал Мосгарнизона вынес приговор: «не усматривая необходимости применения ВМН… Извекова Сергея Михайловича по совокупности совершенных им преступлений на основании ст. 193-7 п. „д“ УК РСФСР лишить свободы в ИТЛ сроком на десять (10) лет без поражения в правах и без конфискации имущества за отсутствием такового у осужденного, лишив его в/звания „ст. лейтенант“».
4 марта 1945 года иеромонах Пимен был доставлен по этапу в Воркуто-Печорский лагерь (Воркутлаг). Условия этого лагеря были гораздо более жесткими, чем в Дмитлаге. Специальность санитара пригодилась и здесь о. Пимену, в лагере он работал санинструктором. 18 сентября 1945 года на основании указа Президиума ВС СССР от 7 июня 1945 года иеромонах Пимен был освобожден по амнистии для участников войны.

### Священническое служение в послевоенные годы
Ещё в лагере он стал чувствовать сильные боли в области позвоночника. С сентября 1945 года по февраль 1946 года он проходил лечение в Московском областном туберкулёзном институте от туберкулёза позвоночника. Проживать в Москве иеромонах Пимен как бывший лагерник не имел права, поэтому уезжает в Муром, куда его позвал обосновавшийся там в 1945 году игумен Серафим (Крутень), которого иеромонах Пимен хорошо знал ещё по Сретенскому монастырю. 20 марта 1946 года епископом Владимирским и Суздальским Онисимом (Фестинатовым) был назначен штатным священником Благовещенского собора бывшего Благовещенского монастыря в Муроме. Бывший монастырский собор стал на долгие годы единственным открытым храмом в городе. Иеромонах Пимен старался служить как можно чаще. Иеромонах Пимен служил в соборе, препоясав позвоночник жестким кожаным корсетом. На богослужения собиралось так много прихожан, в том числе из соседних с Муромом сёл и деревень, что часть их вынуждены были стоять вне стен храма, вслушиваясь в слова молитвословий. В большие праздники и некоторые воскресные дни, когда особенно много было народа, иеромонах Пимен совершал литургию на площади перед храмом. Умел душевно и доходчиво говорить с прихожанами. В соборе пели на клиросе и прислуживали монахини закрытого Дивеевского монастыря. Монахини зарабатывали на хлеб изготовлением митр, церковной утвари, писанием икон, шитьём архиерейских облачений. Они обучили этим искусствам и иеромонаха Пимена. Им были пострижены несколько дивеевских сестёр. В последующие годы Пимен с большим теплом вспоминал своё пребывание в Муроме.
В августе 1946 года иеромонах Пимен переехал в Одессу и оказался одним из самых приближенных к епископу Одесскому и Кировоградскому Сергию (Ларину). Епископ Сергий назначил сначала иеромонаха Пимена настоятелем крестового архиерейского храма в честь святых Виктора и Виссариона, затем назначил его казначеем Ильинского монастыря (подворья), помощником, а потом и благочинным монастырей Одесской епархии, преподавателем в только что реорганизованной из пастырско-богословских курсов Одесской духовной семинарии расположившейся в помещениях Свято-Пантелеимоновского подворья. В Одессе находилась летняя резиденция Патриарха Алексия I, проводившего здесь отпуска. По ходатайству епископа Сергия Патриархом Алексием I иеромонах Пимен к Пасхе 1947 года был удостоен сана игумена с возложением на него креста с украшениями.
В начале 1947 года в течение нескольких месяцев по просьбе епископа Рязанского Иеронима (Захарова) нёс послушание ключаря Борисоглебского собора в Рязани. По воспоминаниям А. П. Мизгирёвой, «На службы с участием отца Пимена сразу же „потянулся“ народ, особенно на его проповеди. Много стало ходить молодёжи. Борисоглебский собор большой, но приходило столько народа, и стояли так тесно, что поднять руку и свободно перекреститься было невозможно. Проповеди и по содержанию резко выделялись в то время. Он старался привести последние научные данные физики, естествознания и т. д., раскрывающие и подтверждающие Божественное начало». Был вынужден уехать в связи с недовольством его деятельностью местных органов власти. В октябре 1972 года, напутствуя епископа Симона (Новикова) на Рязанскую кафедру, игумен Пимен предостерёг его от излишней смелости при благовестии: «Мне там, в молодости здорово досталось за проповеди».
В декабре 1947 года игумен Пимен переезжает в Ростов-на-Дону вслед за назначенным 30 октября 1947 года на Ростовскую кафедру епископом Сергием (Лариным). Стал проживать в Епархиальном управлении, в одном доме с архиереем. 2 декабря 1947 года указом епископа Сергия игумен Пимен был назначен секретарём Ростовского епархиального управления; 9 марта 1948 года — ключарём Богородице-Рождественского кафедрального собора. 26 июня того же года вошёл в состав Епархиального совета Ростовской епархии.
12 августа 1949 года назначен наместником Псково-Печерского монастыря. Весть о назначении наместником малоизвестного тогда монастыря застала его врасплох. Предварительно игумен Пимен осенью 1949 года посетил Псково-Печерский монастырь и в праздник апостола Иоанна Богослова, присутствовал на постриге. Потом он вернулся в Ростов, сдал дела и только в самом конце 1949 года принял управление монастырём от настоятеля епископа Владимира (Кобца). Монастырь нуждался после трудных военных лет в значительном ремонте и благоустройстве. 13 апреля 1950 года митрополитом Ленинградским Григорием (Чуковым) возведён в сан архимандрита. Под руководством архимандрита Пимена произведены реставрационные и ремонтные работы внутри храмов внутри Успенского и Лазаревского храмов. Изготовлена и установлена цементная чаша около монастырской часовни, из креста которой бил фонтан, отремонтированы жилые помещения, устроена беседка на Святой горе. На скотном дворе устроены стойла, кормушки, цементный пол и стоки; капитально отремонтирован дом у Башни, в нижнем этаже сделана баня и прачечная с цементным полом и с цементным перекрытием, а в верхнем этаже были устроены келии. Упорядочено ведение сельского хозяйства, проведён водопровод на огород, приобретены грузовая и легковая автомашины, изготовлены два тарантаса, установлен новый деревянный забор от Никольской церкви до Тайловской башни, отремонтированы оградки у Настоятельского дома и у Лазаревской церкви, перекрыта крыша звонницы и балкона Настоятельского дома, устроена металлическая лестница к верхнему колоколу. Архимандрит Пимен уважал эстонскую православную народность сету. Видя, что они так усердно посещают монастырские службы, решил небольшую часть богослужения совершать на эстонском языке. Отец Нафанаил как главный диакон монастыря, выучил ектении на эстонском языке, а отец Пимен выучил возгласы и несколько молитв.
В январе 1954 года назначен наместником Свято-Троицкой Сергиевой лавры. Наместник принимал участие во всех академических торжествах, присутствовал на защите магистерских диссертаций, иногда просто приходил пообщаться со студентами или посмотреть новый привезённый художественный фильм.

### Епископ
4 ноября 1957 года Священный Синод Русской православной церкви определил: «Принимая во внимание множество дел по управлению Одесской и — временно — Ворошиловградской епархиями, назначить викарием Одесской епархии в звании епископа Балтского наместника Троице-Сергиевой Лавры архимандрита Пимена с возведением его в сан епископа, с тем, чтобы наречение и посвящение его в епископский сан произведены были в городе Одессе».
16 ноября 1957 года в Успенском кафедральном соборе города Одессы за всенощным бдением состоялось его наречение во епископа. 17 ноября 1957 года в Успенском кафедральном соборе города Одессы хиротонисан во епископа Балтского, викария Херсонской епархии. Чин хиротонии совершали: Патриарх Московский и всея Руси Алексий I, архиепископ Херсонский и Одесский Борис (Вик) и Кишинёвский и Молдавский Нектарий (Григорьев), епископ Кировоградский и Николаевский Иннокентий (Леоферов) и епископ Переяслав-Хмельницкий Нестор (Тугай).
Через несколько дней после хиротонии епископ Пимен приезжает из Одессы в Москву. В конце декабря 1957 года Патриарх Алексий I вышел в Совет по делам РПЦ при Совмине СССР, без санкции которого невозможно было сделать никакого перемещения, с заявлением: «Чувствуя, особенно в последнее время, необходимость иметь помощника для рассмотрения дел по Патриархату, а также помощи в служениях, я останавливаюсь на кандидатуре Преосвященного Пимена, викария Одесской епархии, как на лице могущем вполне удовлетворить этому назначению в звании викария Московской епархии, епископа Дмитровского; причем он должен быть свободен от дел по Дмитровскому викариатству, каковые должны оставаться в прежнем управлении…». 26 декабря 1957 года решением Священного Синода назначен епископом Дмитровским, викарием Московской епархии.
С июля 1960 по 14 ноября 1961 года управляющий делами Московской Патриархии.
23 ноября 1960 года возведён в сан архиепископа.
С 16 марта 1961 года — архиепископ Тульский и Белёвский.
По его докладу Архиерейский собор 18 июля 1961 года внёс изменение в «Положение об управлении РПЦ», полностью устранив настоятелей храмов и епископов от хозяйственной деятельности (что фактически противоречит канонам). По оценке протоиерея Всеволода Шпиллера, доклад архиепископа сводился к «до странности поверхностной и беглой церковно-исторической справке», в которой не давалось «ни канонического, ни церковно-правового или богословского обоснования» предложенной к утверждению реформы. В своём выступлении архиепископ Пимен говорил о «широких демократических преобразованиях в стране, которые должны найти отражение в церковной жизни». Инициатива созыва собора принадлежала Идеологическому отделу ЦК КПСС и председателю Совета по дела Русской православной церкви при Совете Министров СССР генерал-лейтенанту КГБ Владимиру Куроедову. По оценке доктора церковной истории А. Марченко, Собор стал очередной грубой и насильственной акцией советской власти в отношении Русской Православной Церкви; по существу это была ключевая антицерковная акция по отстранению духовенства от власти в приходах. Под страхом увольнения на покой и репрессий архиереи были вынуждены подписать заранее подготовленные соборные постановления, ставившие епископат и духовенство в унизительное положение.
С 14 ноября 1961 года — митрополит Ленинградский и Ладожский. В 1962 году возглавил первые епископские хиротонии, совершённые в Троицком соборе бывш. Александро-Невской лавры после его открытия в 1957 году: 4 февраля — архимандрита Филарета (Денисенко) во епископа Лужского и 22 ноября — архимандрита Иоанна (Иванова) во епископа Кировского и Слободского. 9 мая 1962 года издал распоряжение о запрете всему духовенству Ленинградской епархии (кроме 5 благочинных) проповедовать в храме без предварительной цензуры полного текста проповеди со стороны благочинного и его «визой на произнесение» (распоряжение отменено резолюцией митрополита Никодима (Ротова) № 1 от 28 октября 1963 года, сразу после его вступления на Ленинградскую кафедру). Согласно характеристике уполномоченного Совета по делам РПЦ, митрополит проявлял «полное понимание» и согласовывал с ним «все вопросы своей административной деятельности», что привело к закрытию часовни Ксении Блаженной и ряда церквей в области, сокращению служения ранних обеден и акафистов в Ленинграде.
С 9 октября 1963 года — митрополит Крутицкий и Коломенский.
С 25 февраля по 22 декабря 1964 года — вновь управляющий делами Московской Патриархии. В этот промежуток времени был закрыт и 18 июля 1964 года снесён храм Преображения Господня в Преображенском в Москве.
С 14 мая по 7 июля 1966 года временно управлял Горьковской епархией. 4—5 июня 1966 года посетил Горький и Арзамас; совершил литургию в арзамасском Воскресенском соборе.
В последние годы жизни Патриарха Алексия I встал вопрос о его преемнике. В консервативной части Церкви были распространены опасения, что им может стать едва достигший 40-летия митрополит Ленинградский Никодим (Ротов), имевший репутацию крайне властного человека и известного своей экуменической деятельностью. По ряду свидетельств, сам Патриарх желал видеть своим преемником Преосвященного Пимена; а о Никодиме отзывался в своих беседах с Председателем Совета по делам религий при СМ СССР В. А. Куроедовым: «Но он ещё молод. Пожалуй, это не поймут. Пимен на пост патриарха больше подходит. Патриарху совсем не нужно быть активным путешественником по другим странам. Он может быть как бы в стороне, а выступать патриарху следует тогда, когда это нужно».
30 июля 1968 года председательствовал на заседании Священного Синода, превратившегося по оценке  С. Бычкова в «судилище» над архиепископом Ермогеном (Голубевым), борцом за независимость Церкви и открытым оппонентом действующей церковной и государственной власти. По мнению историка С. Бычкова, неканоничное внесудебное осуждение архиепископа Ермогена, пожизненно сосланного в Жировичский монастырь, «можно сравнить лишь с тем позорным судилищем, которое по приказу Иоанна Грозного устроили епископы над святым митрополитом Филиппом (Колычевым) в ХVI веке».

### Местоблюстительство и Поместный Собор 1971 года
После смерти Патриарха Алексия I 17 апреля 1970 года, в соответствии с Положением об управлении Русской Православной Церковью, как старейший по хиротонии постоянный член Синода, вступил в должность Местоблюстителя Патриаршего Престола.
Собор открылся 30 мая 1971 года, и митрополит Пимен, по должности Патриаршего местоблюстителя, председательствовал на нём.
Важнейшее деяние Собора — отмена «клятв» на старые обряды Большого Московского Собора 1667 года. С пространным докладом («Об отмене клятв на старые обряды»), посвящённым теме отношения к старым обрядам в Российской Церкви, выступил митрополит Никодим. Он также прочёл содоклад об экуменической деятельности РПЦ.
Ещё одно важное деяние — утверждение навязанной государственной властью «приходской реформы», обернувшейся по мнению кандидата богословия Д. Сазонова, не только административной, но и богословской, экклезиологической катастрофой. Произошли кардинальные изменения в церковной структуре, искажение её канонического строя, распад и разложение церковных общин, массовое закрытие храмов.
2 июня 1971 года, в заключительный день собора, единогласно открытым голосованием, митрополит Пимен был избран Патриархом Московским и всея Руси. Настолован 3 июня того же года.
В Информационном отчете Совета по делам религий в ЦК КПСС за 1971 г. говорилось: «…предсоборный период был очень сложен…кандидатура митрополита Пимена на пост главы Церкви на первых порах не встретила единодушного одобрения архиереев…Другая, хотя и небольшая часть епископата, хотела бы избрать главой церкви такого деятеля, который по своим взглядам был бы близок к взглядам патриарха Тихона, известного своими антисоветскими высказываниями и анафемами; имели место и нелегальные вылазки экстремистов. Так, в начале 1971 г. появилось анонимное обращение к епископату и клиру с призывом „не избирать в качестве патриарха теперешних членов Священного Синода, продавшихся властям“, а выдвинуть на этот пост архиерея, способного противостоять государству, атеизму и укрепить церковь, возродить её былые позиции. В качестве кандидатов на патриарший пост в анонимке выдвигались 24 архиерея, а первым среди них назывался архиепископ Ермоген».
Находившийся под фактическим домашним арестом в белорусском Жировичском монастыре архиепископ Ермоген (Голубев) не был приглашён на Собор. Его сторонник архиепископ Новосибирский и Барнаульский Павел (Голышев) также не был допущен до участия в Соборе, так как в 1971 году во время работы предсоборной комиссии обратился к её председателю митрополиту Крутицкому и Коломенскому Пимену с «Предложением», в котором высказал пожелание пересмотреть на предстоящем Поместном соборе решения Архиерейского собора 1961 года, в частности раздел «О приходах», внеся в него изменения, расширяющие права духовенства в приходских делах. За два часа до вылета в Москву произошла неудачная попытка покушения на архиепископа Павла (Голышева), в результате отравления он не смог участвовать в работе собора и его предложения рассмотрены не были.

## Патриаршество
С точки зрения государственной политики в отношении религии и Церкви, период патриаршества Пимена распадается на два неравных периода: до празднования 1000-летия Крещения Руси (1988 год) и последние два года.
В первый период государство проводило политику жёсткого контроля над деятельностью Церкви. Количество открытых храмов уменьшалось, всякая внехрамовая деятельность духовенства преследовалась. В частности, Патриарх Пимен был лишён возможности совершать первосвятительские визиты в епархии. Кроме Одессы, куда он регулярно выезжал на отдых в Успенский монастырь, ему было позволено лишь один раз посетить Киев и несколько раз — Ленинград. Когда весной 1979 года патриарх совершил путешествие на теплоходе по Волге, оно было обставлено столь секретно, что верующие городов, которые посетил Первосвятитель, ничего не знали об этом.
В тех условиях Патриарх, чтобы не обострять ещё больше отношения с властью, проводил лояльную политику в сфере общественной жизни страны: например, не ответил на «Великопостное письмо» Александра Солженицына с призывом открыто противостоять государственной политике атеизма. В сфере, прямо касавшейся церковной жизни, нередко твёрдо обозначал свою позицию: например, он поддержал епископа Феодосия (Дикуна), обратившегося к Брежневу с письмом о вопиющем бесправии Церкви, демонстративно возведя его в 1978 году в архиепископский сан.
В дни проведения в Москве игр XXII Олимпиады 29 июля 1980 года посетил Олимпийский стадион, 1 августа — Олимпийскую деревню и часовню в ней, 4 августа присутствовал на закрытии игр.
Благодаря его неоднократным обращениям в Совет по делам религий, Правительство СССР в 1972 году выделило 3 гектара земли в Подмосковье для строительства предприятия «Софрино» по изготовлению церковной утвари (предприятие вступило в строй в 1980 году). В 1983 году была удовлетворена просьба патриархии о создании духовно-административного центра РПЦ (впервые вопрос об этом был поднят в беседе патриарха Алексия (Симанского) с И. В. Сталиным в апреле 1945 года и оставался нерешённым почти 40 лет). Для размещения такого центра патриархии был предоставлен московский Данилов монастырь с прилегающей территорией.
11 октября 1972 года под его председательством состоялось заседание Священного Синода, на котором по доносам Вологодского облисполкома и уполномоченных по Новосибирской и Вологодской областям, был заочно осуждён и отправлен на покой архиепископ Павел (Голышев). Архиепископ Василий (Кривошеин) направил в адрес Пимена письмо в защиту Павла, в котором он назвал опального Владыку «ревностным архиереем и подвижником благочестия». В письме подчёркивалось, что данное синодальное решение может «нанести тяжкий вред Московской патриархии в церковно-общественных кругах, в частности, на Западе». Оно будет воспринято как бросающее тень «не только и не столько на осуждённого без канонического суда архиерея Русской православной церкви», но и на тех, кто вынес подобное решение.
Первым из Московских Патриархов посетил Святую Гору Афон (1972) и выступил с речью в Организации Объединённых Наций — на Второй специальной сессии Генеральной Ассамблеи ООН по разоружению (Нью-Йорк, июнь 1982).
В январе 1974 года патриарх посетил Эфиопию; визит проходил в атмосфере «высокого внимания со стороны … Императора Хайле Селассие I», который дал обед в честь московского гостя. Поскольку в сентябре того же года император был свергнут в результате военного переворота, официальный репортаж об этом визите в «Журнале Московской патриархии» опубликован не был.
Весной 1978 года в Москве было отпраздновано 60-летия восстановления патриаршества. Если в 1958 и 1968 годах подобные мероприятия предназначались главным образом для иностранных гостей, то в 1978 на празднование был приглашён весь епископат РПЦ, представители всех её монастырей (включая «полулегальные» — женские виленский и гродненский, приютившийся в Жировичах) и духовных школ.
С приходом 12 ноября 1982 года к власти Андропова ужесточилось преследование религиозных диссидентов.
Второй важнейший, хотя и кратковременный, период 1988—1990 годов — разгар перестройки, время отказа руководства СССР во главе с Горбачёвым от политики государственного атеизма, когда начали массово открываться новые приходы, возобновлялась монашеская жизнь некоторых закрытых прежде монастырей, создавались новые духовно-учебные заведения. Этот отрезок времени совпал с крайне тяжёлым состоянием здоровья Патриарха, когда он не был в состоянии активно заниматься неотложными делами; тем не менее, он находил силы для встреч с Горбачёвым, что было чрезвычайно значимыми событиями для того времени.
В 1986 году Русская Православная Церковь имела 6794 прихода; с 1981 по 1986 год их число уменьшилось на 213, но в 1987 году впервые после середины 1950-х годов количество их начало возрастать, а в 1988 году было открыто уже более тысячи приходов; этот процесс продолжался и в 1989 году, в конце которого число православных приходов приблизилось к десяти тысячам.

#### Поместный собор 1988 года и празднование 1000-летия Крещения Руси
23 декабря 1980 года Священный синод постановил «начать подготовку к празднованию Русской Православной Церковью предстоящего великого юбилея», для чего образовал юбилейную комиссию под председательством патриарха. Первоначально предполагалось, что празднование юбилея Крещения Руси будет строго внутренним церковным торжеством.
17 мая 1983 года состоялась официальная передача комплекса строений московского бывшего Данилова монастыря для создания на его территории «Духовно-административного центра» Московского патриархата. Решение было воспринято не только православными Москвы, но и всего СССР, как событие чрезвычайной важности, как первый знак, возможно, меняющегося отношения руководства страны к нуждам Церкви. Восстановление первой после 1930 года монашеской обители в столице коммунистического государства стало широко известно в обществе, что привлекло интерес как к предстоящему юбилею, так и православию вообще. Некоторые опасения в руководящей среде Московской патриархии вызвало назначение в ноябре 1984 года на должность председателя Совета по делам религии Константина Харчева, сменившего Владимира Куроедова. Но начавшийся в 1986 году пересмотр государственной политики в отношении религии и прав верующих граждан развеял те страхи: в СМИ начали появляться материалы о репрессиях в СССР, о Русской церкви как хранительнице народной культуры и духовности, об Оптиной пустыни, судьбе храма Христа Спасителя, других уничтоженных святынях.
1988 год стал переломным в общественном восприятии Церкви и её роли в истории России. 29 апреля 1988 года состоялась встреча патриарха и постоянных членов Синода с Михаилом Горбачёвым «в связи с 1000-летием введения христианства на Руси», которая послужила сигналом для партийных и советских органов, дозволяющим освещение празднования юбилея как общенационального мероприятия. Одно из официальных изданий Московской патриархии того времени писало: «29 апреля 1988 года в Кремле состоялась историческая встреча Генерального секретаря ЦК КПСС М. С. Горбачёва с Патриархом Московским и всея Руси Пименом и членами Священного Синода Русской Православной Церкви. В беседе М. С. Горбачёв отметил, что в условиях перестройки стало возможным более активное участие религиозных деятелей в жизни общества. И поэтому не случайно, что в 1989 году Патриарх Пимен был избран народным депутатом СССР». Состоявшееся 28—31 марта 1988 года в бывшем Новодевичьем монастыре Архиерейское предсоборное совещание в коммюнике, среди прочего, отмечало: «Участники Архиерейского Предсоборного Совещания с благодарностью считают необходимым отметить положительное отношение Советского правительства к вопросам, выдвигаемым Священноначалием нашей Церкви».
Указом Президиума Верховного Совета СССР от 3 июня 1988 года «за активную миротворческую деятельность и в связи с 1000-летием Крещения Руси» патриарх Пимен, митрополит Киевский Филарет (Денисенко), митрополит Ленинградский Алексий (Ридигер), архиепископ Горьковский Николай (Кутепов), архиепископ Дмитровский Александр (Тимофеев) (ректор МДА) были награждены орденами Трудового Красного Знамени; ряд других иерархов — орденами Дружбы народов.
Основные юбилейные торжества проходили с 5 по 12 июля 1988 года в Загорске и Москве.
6 июня открылся Поместный собор в Троице-Сергиевой лавре, совершивший прославление в лике святых ряда подвижников: Димитрия Донского, Андрея Рублёва, Максима Грека, святителей Макария Московского, Игнатия Брянчанинова и Феофана Затворника, преподобных Паисия Величковского и Амвросия Оптинского, Ксении Блаженной.
12 июня, в Неделю всех святых, в земле Российской просиявших, на площади восстановленного из полуразрушенного состояния Данилова монастыря Божественную литургию совершали патриарх Антиохийский Игнатий IV, патриарх Иерусалимский Диодор I, патриарх Московский Пимен, католикос-патриарх всей Грузии Илия II, патриарх Румынский Феоктист, патриарх Болгарский Максим, архиепископ Кипрский Хризостом I.
Вселенский патриарх Димитрий I не прибыл вследствие некоторых разногласий протокольного характера. Торжества в Константинопольской патриархии, в которых принимала участие делегация от РПЦ во главе с архиепископом Смоленским и Вяземским Кириллом, состоялись раньше и были приурочены к Неделе Православия, 28 февраля 1988 года.
На Поместном Соборе 1988 года в отличие от Соборов 1945 и 1971 годов обсуждение некоторых тем приобретало острый, полемический характер. Патриарх Пимен, уже тяжело болевший, не мог принимать активного участия в дискуссиях. Он открыл Собор и произнес заключительное слово.

#### Последние годы. Кончина
После 1984 года патриарх тяжело болел (на войне он получил туберкулёз позвоночника, а в последние годы страдал раком кишечника, отказываясь от оперативного вмешательства) и надолго отходил от управления повседневными делами Церкви. Следствием этого стала борьба за власть вокруг него: прежде всего за должности управляющего делами Московской патриархии и председателя хозяйственного управления. На последней должности с 1988 вплоть до 1990 года находился епископ (впоследствии архиепископ) Зарайский Алексий (Кутепов), имевший репутацию любимца Патриарха.
9 октября 1989 года состоялась канонизация патриарха Иова и патриарха Тихона на приуроченном к торжествам в связи 400-летием учреждения патриаршества в Московской церкви Архиерейском соборе, проходившем 9—11 октября 1989 года в Даниловом монастыре, что положило начало последующему прославлению новомучеников и исповедников Российских. Патриарх Пимен присутствовал на Соборе, но по состоянию здоровья не мог принимать активное участие в работе. В Успенском соборе Московского Кремля был отслужен молебен новопрославленным святым Патриархам, после чего Пимен поздравил всех с великим торжеством и приложился к раке с мощами святителя митрополита Петра. Некоторое время Патриарх молился в алтаре перед престолом. Затем иподиаконы пронесли его в кресле вдоль стен собора, останавливаясь у рак святителей Московских. На Соборной площади Кремля Патриарх преподал благословение богомольцам.
В том же 1989 году Патриарх Пимен, митрополит Ленинградский Алексий (Ридигер) и митрополит Волоколамский Питирим (Нечаев) были избраны народными депутатами СССР от общественных организаций. Патриарх не имел уже физической возможности участвовать в работе Съезда народных депутатов, но счёл своим долгом посетить Кремль и получить удостоверение. В конце года Пимен обратился к народу по радио и телевидению с новогодним и Рождественским поздравлениями. Ввиду межэтнических столкновений 1988—1989 годов в своем обращении к народу он призывал хранить мир в многонациональном Отечестве.
Архиерейский собор, проходивший 30—31 января 1990 года, принял «Положение об экзархатах», которое предоставляло им в СССР (на Украине и в Белоруссии) бо́льшие права в самоуправлении; зарубежные экзархаты РПЦ упразднялись, а образованные ранее в рамках экзархатов епархии Русской церкви приобрели самостоятельность. Собор открылся краткой речью патриарха: «Со всей остротой перед нами стоит вопрос о взаимоотношениях между православными и католиками восточного обряда на Западной Украине. С болью мы воспринимаем раскол, учиненный сторонниками так называемой Украинской автокефальной православной церкви. Эти горестные события потребовали их срочного обсуждения на настоящем Соборе епископов Русской Православной Церкви. На Соборе мы предполагаем также обсудить некоторые вопросы дальнейшего церковного строительства». С 17 марта здоровье Патриарха ещё более ухудшилось, 3 мая Священный Синод заседал уже без его участия.
Скончался 3 мая 1990 года на 80-м году жизни на руках своего келейника игумена Сергия (Соколова), в рабочей резиденции в Чистом переулке; погребён 6 мая в крипте Успенского собора Троице-Сергиевой лавры, возле могилы его предшественника, патриарха Алексия I.

## «Завещание» патриарха Пимена
По свидетельству архимандрита Иоанна (Крестьянкина), патриарх Пимен сказал ему однажды то, что тот записал для себя как завещание:

1. Русская Православная Церковь неукоснительно должна сохранять старый стиль — юлианский календарь, по которому она преемственно молится уже тысячелетие.
2. Россия как зеницу ока призвана хранить завещанное нам нашими святыми предками Православие во всей чистоте. Христос — наш путь, истина и жизнь (ср.: Ин 14, 6). Без Христа не будет России.
3. Свято хранить церковнославянский язык молитвенного обращения к Богу.
4. Церковь зиждется на семи столпах — семи Вселенских Соборах. Грядущий восьмой Собор страшит многих, но да не смущаемся этим, а только несомненно веруем Богу. И если будет на новом соборе что-либо несогласное с семью предшествующими Вселенскими Соборами, мы вправе его постановления не принять.

## Память
- В 2010 году, в честь 100-летия со дня рождения, установлен памятник Патриарху Пимену в городе Ногинске. Скульптор — член Союза художников России Иннокентий Валерьевич Комочкин. Для изготовления памятника использованы цельные гранитные плиты и бронза.
- Вновь отлитый для Успенского собора г. Коломны большой колокол весом более 2 тонн назван в честь покойного Патриарха «Пименом».
- Имя Патриарха Пимена носит Муромское духовное училище.
- 3 мая 2010 года, в день 20-летия кончины Патриарха, улица Железнодорожная в подмосковном посёлке Софрино была переименована в улицу Патриарха Пимена[60], на которой располагается одноимённое предприятие по изготовлению церковной утвари.
- 14 июля 2017 года городская топонимическая комиссия приняла решение переименовать улицу Карла Маркса в Сергиевом Посаде в улицу патриарха Пимена[61].

## Награды

### Государственные награды
- Три ордена Трудового Красного Знамени (6.7.1977; 22.7.1985; 3.6.1988)
- Орден Дружбы народов (20.6.1980)
- Орден Белой розы (Финляндия)
- Национальный орден Кедра I степени (Ливан)
- Орден Дружбы (ЧССР, 1985)
- Большая звезда ордена Дружбы народов (ГДР, 1983)
- Почетная и именная медаль Советского фонда мира (1970)

### Церковные награды
- Орден святого равноапостольного великого князя Владимира I степени
- Орден преподобного Сергия Радонежского I степени
- Орден святого апостола Марка (Александрийская православная церковь)
- Орден святых первоверховных апостолов Петра и Павла (Антиохийская православная церковь)
- Орден Животворящего Креста Господня (Иерусалимская православная церковь)
- Орден святой равноапостольной Нины (Грузинская православная церковь)
- Орден святого Иоанна Рыльского I степени (Болгарская православная церковь)
- Орден святой Екатерины (Синайская православная церковь)
- Большой орден Святого Агнца с командорской звездой (Финляндская православная церковь)

## Публикации
- Слова, речи, послания, обращения. 1957—1977. Т. I. М.: изд. Московской Патриархии, 1977.
- Слова, речи, послания, обращения. 1977—1984. Т. II. М.: изд. Московской Патриархии, 1985.
- Произошедшее 1000 лет назад крещение Руси во многом определило пути развития народов нашей страны: [Перевод]. — Москва : Изд-во Агентства печати «Новости», 1988. — 31 с.
- Слова, речи, послания, обращения. 1985—1990. Т. III. М., 1990 [машинопись, сост. В. Н.].
- Стихотворения Святейшего Патриарха Пимена. — Москва : Лика, 2014. — 160 с. — ISBN 978-5-980-20-141-8.